# Bernhard Schnappauf
Bernhard Schnappauf (geboren am 5. Oktober 1840 in Bayreuth; gestorben am 13. März 1904 ebenda) war Bader und Chirurg in Bayreuth. Er zählte zu den engsten Vertrauten Richard Wagners von 1872 bis zu dessen Tod.

Bernhard Schnappauf

## Leben und Wirken
Schnappauf war der Sohn eines Baders, von dem er am 16. Januar 1864 sein Elternhaus in der Bayreuther Ochsengasse (heute: Kirchgasse 10) und die Badergerechtigkeit – eine Genehmigung, die es erlaubte, kosmetische Dienstleistungen, Haareschneiden, Bartscheren oder auch Teilgebiete der Chirurgie, Zahnmedizin und Augenheilkunde anzubieten – übernahm. Die Zahl der Sektionen und Operationen, bei denen er im Lauf seines Lebens als Assistent Messer und Säge führte, gab er mit mehr als 1600 an.
Im Jahr 1872 lernte er im Schloss Fantaisie im nahen Donndorf Richard Wagner kennen, wo dieser mit seiner Familie ab Ende April bis zu seinem Umzug nach Bayreuth am 24. September jenes Jahres wohnte. Wagner bestellte den damals 32-jährigen Schnappauf zu seinem Faktotum und „Leibfriseur“. Dieser brachte dem sächselnden Neubürger Wagner die oberfränkische „Volksseele“ näher und versorgte die Familie mit dem neuesten Klatsch und Tratsch aus dem Städtchen. Er verkörperte für Wagner den Idealtyp des Bayreuthers: Bescheiden und direkt, listig und lebensklug, gescheit und geschickt, für alles zu gebrauchen. Von Schnappauf kamen praktische Tipps wie z. B. in welchem Gasthaus „ausgezeichnetes Bier verzapft“ werde.
Schnappaufs Rolle als „Postillon d’Amour“ blieb Wagners Ehefrau Cosima lange Zeit verborgen. Im ersten Festspielsommer, im Jahr 1876, überbrachte Schnappauf Liebespost des 63-jährigen Wagner an die 26-jährige Französin Judith Gautier, eine seiner glühenden Verehrerinnen. Im September jenes Jahres fingen im Münchner Hotel Vier Jahreszeiten Cosimas Halstuch und Haupthaar Feuer. „Schnappauf, der Barbier, unsere Begleitung, löscht aus“ schrieb diese in ihr Tagebuch.
Beeindruckt war die Familie Wagner von Schnappaufs Fähigkeiten als Wundarzt, was im September 1878 zu dem Beschluss führte, auch ihren Sohn Siegfried zum solchen ausbilden zu lassen, damit dieser „ein nützlicher und wohltätiger Mensch“ werde. Schnappauf erwies sich auch als idealer Reisebegleiter des anspruchsvollen Paars, der – stets zu Diensten – beispielsweise alle Grenzformalitäten regelte. Bei einem Italienaufenthalt im Februar 1882 wachte Schnappauf zwei Nächte lang am Bett des fieberkranken Siegfried. Im Januar 1882 machte der Präfekt von Palermo dem Meister in einem sizilianischen Luxushotel seine Aufwartung; dass er zunächst den im Frack und mit Orden behängten, auf der Eingangstreppe angetroffenen Schnappauf mit dem später nur im Hausrock erschienenen Richard Wagner verwechselte, war für den Berliner Börsen-Courier und die gesamte deutsche Presse ein gefundenes Fressen. Das Bayreuther Tagblatt schrieb, der Mitbürger Schnappauf besitze gar keine Orden und habe im Übrigen nicht beim Militär, sondern lediglich „bei der Landwehr älterer Ordnung als Tambour-Major“ gedient. Dieser Artikel veranlasste Wagner noch in Italien, sich bei seinem Freund Adolf von Groß über die schnöde Behandlung Schnappaufs, der sich als Ehrenmitglied des Turnerbunds hoher Wertschätzung bei den Bayreuthern erfreute, im örtlichen Blättchen zu beschweren.
Im Jahr der Uraufführung des Bühnenweihfestspiels Parsifal wurde Schnappauf 1882 sogar Wagners Lebensretter. Nach der fünften Aufführung sank dieser, der an einer schweren Herzkrankheit litt, blau im Gesicht auf ein Sofa nieder und verlor das Bewusstsein. Der herbeigerufene Schnappauf brachte den Ohnmächtigen ins Leben zurück, was Wagner mit der trockenen Bemerkung „Na, ich bin dem Tod doch entronnen“ quittierte. Der Freund und Vertraute wusste auch des Meisters Mildtätigkeit in passende Bahnen zu lenken. Sogar in Palermo steckte dieser ihm Geld zu, das er an die Armen verteilen sollte.
Bezüglich der Festspiele gehörte es zu Schnappaufs Aufgaben, aus der Bayreuther Bevölkerung die Knappen für Parsifal und die Nibelungenzwerge für die Oper Das Rheingold als Statisten zu rekrutieren. Nachdem 1876 Kopf und Hals des Drachens für die Oper Siegfried versehentlich in Beirut im Libanon gelandet waren, gelang es Schnappauf, die Requisiten in letzter Minute zurückzuholen.
Gemeinsam mit fünf anderen Bayreuther Handwerksmeistern trug Schnappauf im Februar 1883 Richard Wagners Sarg in die schon zu dessen Lebzeiten angelegte Gruft im Garten des Hauses Wahnfried. Knapp dreieinhalb Jahre danach stand er Wagners Schwiegervater Franz Liszt in dessen letzter Stunde bei. Er drückte dem Gestorbenen die Augen zu und fertigte die Totenmaske an, die sein Sohn Hans 1936 der ungarischen Franz-Liszt-Landesgesellschaft vermachte. Das Sterbehemd, das Schnappauf nach altem Brauch zustand, befindet sich heute im Gedenkraum der dortigen Franz-Liszt-Landesmusikschule.
Bernhard Schnappauf überlebte Richard Wagner um 24 Jahre. Nach langem, schweren Leiden starb er am 13. März 1904 im 64. Lebensjahr.

## Auszeichnungen
- Denkzeichen für den Wundarzt aus den Kriegen 1866 und 1870/71
- Erinnerungszeichen für Zivilärzte
- Kaiser-Wilhelm-Medaille
- Königlich-bayerisches Ehrenzeichen